# Rijksbeschermd gezicht Nederhemert - Zuid
Gezicht Nederhemert - Zuid is een van rijkswege beschermd dorpsgezicht in Nederhemert-Zuid in de Nederlandse provincie Gelderland. De procedure voor aanwijzing werd gestart op 4 november 1987. Het gebied werd op 11 mei 1993 definitief aangewezen. Het beschermd gezicht beslaat een oppervlakte van 170,7 hectare.
Panden die binnen een beschermd gezicht vallen krijgen niet automatisch de status van beschermd monument. Wel zal de gemeente het bestemmingsplan aanpassen om nieuwe ontwikkelingen in het gebied te reguleren. De gezichtsbescherming richt zich op de stedenbouwkundige en cultuurhistorische waardering van een gebied en wil het toekomstig functioneren daarvan veiligstellen.